# 미야타 마나모
미야타 마나모(영어: Manamo Miyata,일본어: 宮田 愛萌,1998년 4월 28일 ~ )는 일본의 아이돌,탤런트이며,여성 아이돌 그룹 히나타자카46의 멤버이다.도쿄도 출신.그녀는 일본의 고전 문학에도 깊은 학식이 있는 것으로도 알려져 있다.